# Grupo de Acciones de Comando Fuerzas Especiales
Die Grupo de Acciones de Comando Fuerzas Especiales oder GAC ist eine Spezialeinheit der Guardia Nacional Bolivariana (Nationalgarde der Bolivarischen Republik Venezuelas). Die Einheit wurde am 4. Juni 1985 gegründet um sowohl in Ländlichen Gegenden als auch an der Grenze Organisierte Kriminalität als auch Schmuggel zu unterbinden. Erster Kommandeur der Einheit wurde Guillermo Parra. Die GAC hat etwa 1000 Soldaten. In den ersten 30 Jahren ihres Bestehens durchliefen etwa 10.000 Soldaten die Einheit. Seit 2018 ist Colonel Sergio Negrín Alvarado Kommandeur der Einheit.